# Creoleon hiericontinus
Creoleon hiericontinus is een insect uit de familie van de mierenleeuwen (Myrmeleontidae), die tot de orde netvleugeligen (Neuroptera) behoort. 
Creoleon hiericontinus is voor het eerst wetenschappelijk beschreven door Navás in 1932.